# Jürgen Damm
Jürgen Damm Rascón (* 7. listopadu 1992) je mexický fotbalový záložník s německými předky, který v současnosti hraje za mexický klub Tigres UANL.
Podle posledních průzkumů FIFA, je Jürgen 2. nejrychlejší fotbalista na světě, hned po Garethu Baleovi. Jürgen dosáhl rychlosti 35,23 km/h při běhu s míčem.

## Mládí
Jlürgen Damm se narodil do rodiny vyšších středních poměrů. Jeho dědeček z otcovy strany pochází z Německa a v důsledku toho má německý pas. Narodil se v pobřežním městě Tuxpan ve státě Veracruz a kvůli práci otce se dvouletý Damm a jeho rodina přestěhovali do Toronta. Po dvou letech v Kanadě se Jürgen a jeho rodina vrátila do Mexika a usadili se v Guadalajaře, kde začal svou fotbalovou kariéru.
Jürgena objevil Magdalena Mercado a pozval ho na zkoušku s Atlasem. Strávil 6 měsíců s týmem, ale odešel kvůli nedostatku příležitostí k hraní. Poté byl převeden do týmu mládeže Estudiantes Tecos pod trenérem Francisco Chavezem.

## Klubová kariéra

### Estudiantes Tecos
Damm začal svou profesionální kariéru u Estudiantes Tecos ve věku 18 let. Svůj debut v Liga MX zažil dne 25. března 2012, kdy jeho tým prohrál 4-0 proti Monterrey pod trenérem Héctorem Hugem Euguim. Po své první sezóně s Tecosem spadli do druhé divize, kde zůstali po několik dalších sezón. Jürgen pak přestoupil do Pachucy 30. června 2013.

### Pachuca

#### 2013–14
Během své první sezóny s Pachucou se Damm objevil v každé hře a svůj první gól jeho kariéry dal proti Guadalajaru 20. října 2013. Ve své druhé sezóně se s klubem Pachuca dostal do finále sezóny Clausura 2014. Hrál ve všech play-off zápasesh Pachucy, jeho tým se dostal do finále proti Leon, kde Pachuca prohrála 3-4 na souhrnném skóre.

#### 2014–15
Damm zahájil sezónu 2014/15 s úrazem ve druhém utkání proti Monterrey. Po zmeškání 8 zápasů se 1. října 2014 se vrátil plný sil. Jürgen se také zúčastnil Ligy mistrů CONCACAF 2014-2015 a Pachuca dala gól proti Muncipal 24. září 2014.

### Tigres UANL
10. června 2015 se Damm připojil k týmu Tigres UANL, který za něj zaplatil něco okolo 8 milionů dolarů. Dne 3. října 2015 zaznamenal svůj první gól pro Tigres vítězstvím 1: 0 proti Atlasu.
Život, klubová kariéra a počet gólů a zápasů:Daniel Kožíšek